# Cumming
Cumming je priimek več oseb:
- Alan Cumming, britanski igralec
- Arthur Edward Cumming, britanski general
- Duncan Cumming, britanski general
- Joseph George Cumming, angleški geolog
- Mansfield Smith-Cumming, britanski pomorski častnik in vohun